# JFKエクスプレス
JFKエクスプレス (JFK Express) は、かつてニューヨーク市地下鉄で運行されていた列車である。飛行機への列車 (The Train to The Plane) と宣伝されており、ニューヨーク市マンハッタン区ミッドタウンとクイーンズ区ジョン・F・ケネディ国際空港を結んでいた。列車には主にR46形が充当された。1978年9月23日から1989年10月28日までは57丁目駅 - ハワード・ビーチ-JFKエアポート駅間をIND6番街線・IND8番街線・INDフルトン・ストリート線・INDロッカウェイ線経由で運行しており、1989年10月29日からは同日開通したIND63丁目線への乗り入れを開始し北側ターミナル駅を21丁目-クイーンズブリッジ駅に変更した。乗客はJFKエクスプレスに乗車する場合、通常の乗車料金のほかに追加運賃を支払う必要があった。ラインカラーはターコイズ色であった。

## 歴史
1978年6月、メトロポリタン・トランスポーテーション・オーソリティ (MTA) はマンハッタン区とJFK国際空港を結ぶ"実験的" (experimental) 地下鉄-バスサービスの計画を発表した。JFKエクスプレスは1978年9月23日に57丁目駅を発着する3両編成の列車として運行が開始された。MTAは新しいサービスの宣伝のために30秒の長さのテレビコマーシャルをいくつか制作した。列車は20分ヘッドで毎日午前5時から午前1時まで運行されていた。列車は57丁目駅を北側ターミナル駅とし、IND6番街線を西4丁目-ワシントン・スクエア駅まで向かい、西4丁目駅からIND8番街線に転線しブルックリン区に入りジェイ・ストリート-ボロー・ホール駅よりINDフルトン・ストリート線に直通、ロッカウェイ・ブールバード駅よりINDロッカウェイ線へ乗り入れハワード・ビーチ-JFKエアポート駅まで向かった。
運行開始から数年以内にこの列車は資金の不適切な使用であると批判された。JFKエクスプレスは一部の航空会社が使用するターミナルにサービスを提供しておらず、駅から数百ヤード離れたシャトルバス乗り場に乗客を案内したことから予想に反して乗客数が少なくなってしまった。1980年5月、MTA執行役員のジョン・シンプソンはJFKエクスプレスの運転中止を勧告した。この勧告の中でシンプソンはJFKエクスプレス運行開始後も路線の乗客数は年間130万人で安定しており、年間赤字は250万ドルに上昇したと述べている。しかし、1980年6月に行われたJFKエクスプレスの運行継続の可否を問う投票においてMTA取締役会の役員は運行継続に投票し、JFK国際空港への公共交通機関の接続は必要であると述べた。当時の運賃は3.50ドルであった。1981年7月3日、運賃は4ドルから5ドルに引き上げられた。
1983年6月、ニューヨークシティ・トランジット・オーソリティ (NYCTA) は他のサービスの変更と共にJFKエクスプレスのサービスも変更する計画を発表した。計画では南側ターミナル駅をロッカウェイ・パーク-ビーチ116丁目駅に変更し追加運賃を撤廃、両数を4両から8両に延長し運行間隔を20分ヘッドから18分ヘッドに短縮することとなっていた。この計画は1984年1月時点でもまだ見直されていた。結局この計画は実現することはなかった。
JFKエクスプレスへの乗車には追加運賃を支払う必要があるが、路線の閉鎖などで他のサービスに変更が生じた場合に追加運賃無しで乗車できるようにする特例が設けられたことがあった。1988年のウィリアムズバーグ橋閉鎖の際、1988年12月11日から1989年10月29日までの午後9時から午前1時の間に57丁目駅 - 47丁目-50丁目-ロックフェラー・センター駅間を運行していた列車はJFKエクスプレスのみであったため乗客はこの区間のみの乗車に限り追加運賃無しで乗車することができた。他の時には、何人かの乗客はJFKエクスプレスを使ってアケダクト競馬場へ向かうために追加運賃を支払っていた。
1989年10月、NYCTAはJFKエクスプレスは需要が少ないことから廃止することを提案した。当時、1日にJFKエクスプレスを利用している乗客は3,200人であり、サービス開始直後の乗客数のピークであった4,000 - 5,000人から大幅に減少していた:3.14。NYCTAの副会長であるジョージ・ミラーはこのサービスを廃止することで年間700万ドルの節約になると述べた。JFKエクスプレスの乗客のほとんどはハワード・ビーチおよびロッカウェイ・パークからの通勤者であり、追加運賃の支払いには積極的であると判断された。この時点でJFKエクスプレスは毎時運行していた。
1989年10月29日、IND63丁目線が開通。JFKエクスプレスは63丁目線へ乗り入れを開始し、ルーズベルト・アイランド駅は通過し21丁目-クイーンズブリッジ駅を北側ターミナル駅とした。しかし、この運行区間延長も大きな実を結ぶことはなく1日あたりの乗客数は延長前と変わらず3,200人であり、NYCTAも遂に見切りをつけて延長約6ヶ月後の1990年4月15日にJFKエクスプレスは廃止された。運行終了時には追加運賃は6.50ドルになっており、多くの乗客は追加運賃が掛からずより頻繁に運行されているA系統に好んで乗車するようになっていた。ハワード・ビーチ - JFKエアポート駅 - JFK国際空港ターナミル間を結ぶバスの運行はJFKエクスプレスの廃止後も続けられており、駅と空港を結ぶ唯一の交通機関となっていた:15。JFKエクスプレスの廃止後、空港利用客はA系統に乗車するようになり、1995年には約100万人の乗客が空港へのアクセスにA系統を利用した:3.14。
JFKエクスプレスの廃止後もハワード・ビーチ-JFKエアポート駅にはA系統が停車している。駅 - 空港間シャトルバスは2003年12月17日にニューヨーク・ニュージャージー港湾公社の新交通システム路線、エアトレインJFKが開業するまで運行を続けていた。エアトレインJFKはINDロッカウェイ線の他に、ジャマイカ駅でロングアイランド鉄道に、サットフィン・ブールバード-アーチャー・アベニュー-JFKエアポート駅でニューヨーク市地下鉄アーチャー・アベニュー線に接続している:3:5。現在計画中のロウアー・マンハッタン-ジャマイカ/JFK・トランスポーテーション・プロジェクトにおいて、マンハッタン区 - ブルックリン区 - JFK国際空港間を結ぶ急行列車の運行を行うことが計画されている。これはJFKエクスプレスに似ているが、今回は地下鉄線ではなくエアトレインJFKを使用して運行され、マンハッタン区内を地下鉄で通過後アトランティック・ターミナル駅にてロングアイランド鉄道アトランティック支線に乗換、最後にジャマイカ駅でエアトレインJFKに乗換て空港へ向かうと言う物で、地下鉄・ロングアイランド鉄道・エアトレインの何れでも座席を確保できるようにする予定である。

## 運賃と車両

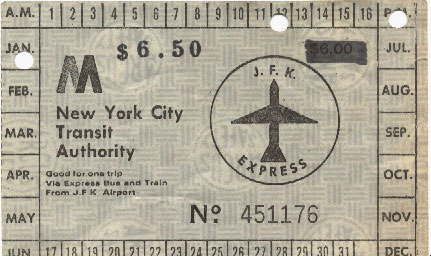
きっぷ

JFKエクスプレスの追加運賃は、きっぷに入鋏しに車内を巡回する車掌によって徴収された。また、列車には車掌の他に客室乗務員も同乗していた。
通常、列車にはR46形が充当されていたが、R46形が中期間の修繕工事を開始した際にはR44形も使用されていた。列車は運行開始当初は全長225フィート (69メートル) の3両編成であった。後に列車は全長300フィート (91メートル) の4両編成に増結されており、現在Bディビジョンで運行される18メートル車10両編成の列車の半分の長さであった。車両には空港連絡列車という性質から荷物棚が整備されていた。

## 経路

### 通過路線
JFKエクスプレスは以下の路線を通過した。
| 路線名                    | 通過区間                                                           | 通過線路 |
| ------------------------- | ------------------------------------------------------------------ | -------- |
| IND63丁目線               | 全線                                                               | 全線     |
| IND6番街線                | 西4丁目-ワシントン・スクエア駅以北                                 | 急行線   |
| IND8番街線                | 西4丁目-ワシントン・スクエア駅以南                                 | 緩行線   |
| INDフルトン・ストリート線 | ジェイ・ストリート-ボロー・ホール駅 - ユークリッド・アベニュー駅間 | 急行線   |
| INDフルトン・ストリート線 | ユークリッド・アベニュー駅 - ロッカウェイ・ブールバード駅間        | 緩行線   |
| INDロッカウェイ線         | ハワード・ビーチ-JFKエアポート駅以北                               | 緩行線   |

### 停車駅
| 凡例                               | 凡例               |
| ---------------------------------- | ------------------ |
| Stops all times except late nights | 深夜を除き終日停車 |
| 時間帯詳細                         |                    |

| JFK Express                        | 駅名                                     | バリアフリー・アクセス | 備考                                                      |
| ---------------------------------- | ---------------------------------------- | ---------------------- | --------------------------------------------------------- |
| クイーンズ区                       |                                          |                        |                                                           |
| Stops all times except late nights | 21丁目-クイーンズブリッジ駅              | バリアフリー・アクセス | IND63丁目線開業後の北側ターミナル駅。1989年10月29日開業。 |
| マンハッタン区                     |                                          |                        |                                                           |
| Stops all times except late nights | レキシントン・アベニュー-63丁目駅        | バリアフリー・アクセス | 1989年10月29日開業。                                      |
| Stops all times except late nights | 57丁目駅                                 |                        | 運行開始からIND63丁目線開業までの北側ターミナル駅         |
| Stops all times except late nights | 47丁目-50丁目-ロックフェラー・センター駅 |                        |                                                           |
| Stops all times except late nights | 42丁目-ブライアント・パーク駅            |                        |                                                           |
| Stops all times except late nights | 34丁目-ヘラルド・スクエア駅              |                        |                                                           |
| Stops all times except late nights | 西4丁目-ワシントン・スクエア駅           |                        |                                                           |
| Stops all times except late nights | チェンバーズ・ストリート駅               |                        |                                                           |
| Stops all times except late nights | ブロードウェイ-ナッソー・ストリート駅    |                        |                                                           |
| ブルックリン区                     |                                          |                        |                                                           |
| Stops all times except late nights | ジェイ・ストリート-ボロー・ホール駅      |                        |                                                           |
| クイーンズ区                       |                                          |                        |                                                           |
| Stops all times except late nights | ハワード・ビーチ-JFKエアポート駅         |                        | 乗換：JFK国際空港ターミナル行き港湾公社シャトルバス       |